# Chiceni
Chiceni – wieś w Rumunii, w okręgu Vâlcea, w gminie Tomșani. W 2011 roku liczyła 323 mieszkańców.